# Моныч, Павел Антонович
Па́вел Анто́нович Мо́ныч (1892 — дата смерти неизвестна) — деятель суда и прокуратуры первых десятилетий советской власти. Входил в состав особой тройки НКВД СССР.

## Биография
Павел Антонович Моныч родился в 1892 году. Участник Первой мировой войны. В 1916 году вступил в РСДРП(б). С 1919 года по 1921 год в составе РККА воевал на фронтах Гражданской войны. Далее вся его деятельность связана с работой в органах суда и прокуратуры Советской республики.
- 1921—1924 годы — член коллегии Революционного Военного Трибунала Белорусской ССР, заместитель председателя Верховного Суда Белорусской ССР.
- 1924—1927 годы — прокурор Сальского округа.
- 1927—1928 годы — прокурор Грозненского округа.
- 1928 год — слушатель марксистско-ленинских курсов в Геленджике.
- 1928—1930 годы — прокурор Донского округа.
- 11.1930 — 11.1931 годы — прокурор Сочинского района.
- 11.1931 — 12.1933 годы — прокурор Ставропольского оперативного сектора ГПУ.
- 8.1934 — 3.1935 годы — прокурор Новороссийска.
- 3.1935 — 5.1937 годы — прокурор Северного края.
- 5.1937 — 28.10.1939 прокурор Северо-Осетинской АССР[1]. Этот период отмечен вхождением в состав особой тройки, созданной по приказу НКВД СССР от 30.07.1937 № 00447[2] и активным участием в сталинских репрессиях[3].

## Дальнейшая судьба
Информации о дальнейшей судьбе Павла Антоновича Моныча не имеется.